# Garratt

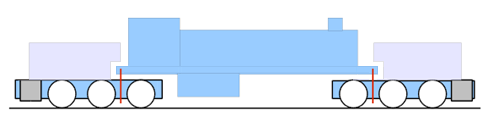
Exemplo de como é uma locomotiva com articulação Garratt

Uma Garratt (frequentemente referida como Beyer Garratt) é um tipo de locomotiva a vapor inventada pelo engenheiro britânico Herbert William Garratt sendo articulada em três  partes. Característica pelo fato de sua caldeira, fornalha e cabine serem montadas em uma estrutura central ou "ponte". As outras duas partes, uma em cada extremidade, possuem um pivô para apoiar a moldura central; eles consistem de dois blocos de motores a vapor (visando com que a locomotiva funcionasse como duas menores)  - com rodas motrizes,  rodas guia e até mesmo de arrasto em certas unidades, cilindros e válvulas - e, acima destes, um espaço destinado ao armazenamento de combustível e / ou de água.
A articulação permite que tais locomotivas negociem curvas que normalmente restringiriam grandes locomotivas de estrutura rígida ou até mesmo Mallets. O projeto também fornece mais rodas motrizes por unidade de peso da locomotiva, permitindo a operação em trilhos de baixa tonelagem. As locomotivas Garratts produziram até o dobro da potência das maiores locomotivas convencionais das ferrovias que as introduziram, reduzindo a necessidade de múltiplas locomotivas e tripulações.

## História

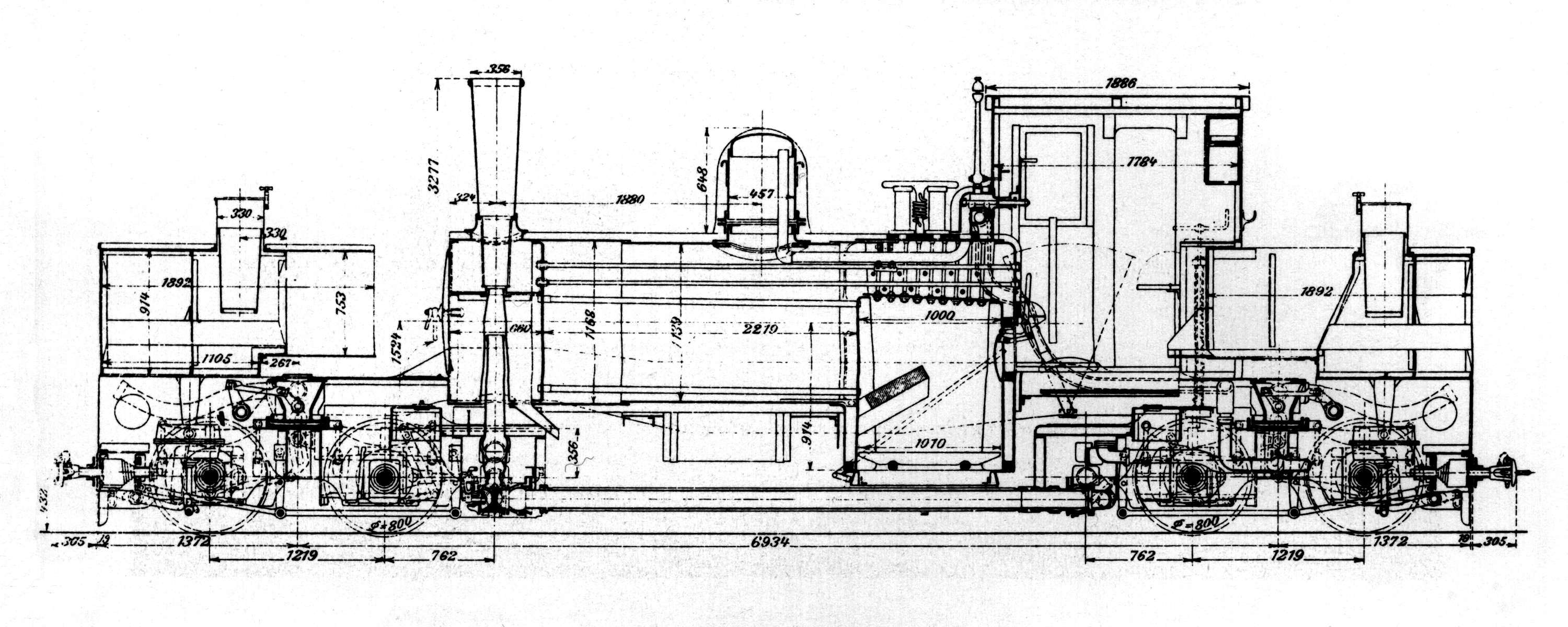
Desenho técnico da locomotiva K1, o primeiro Garratt construído.

A locomotiva Garratt foi desenvolvida pelo engenheiro britânico Herbert William Garratt, o qual após trabalhar por muito em ferrovias coloniais britânica se tornou um engenheiro de inspeção na New South Wales Railways em Londres. - Após sua ideia ser rejeitada pela Kitson and Company Herbert decidiu abordar a Beyer, Peacock and Company a qual embora tenha aceitado o projeto não se mostrava muito mais interessada que a Kitson and Company abordada anteriormente.

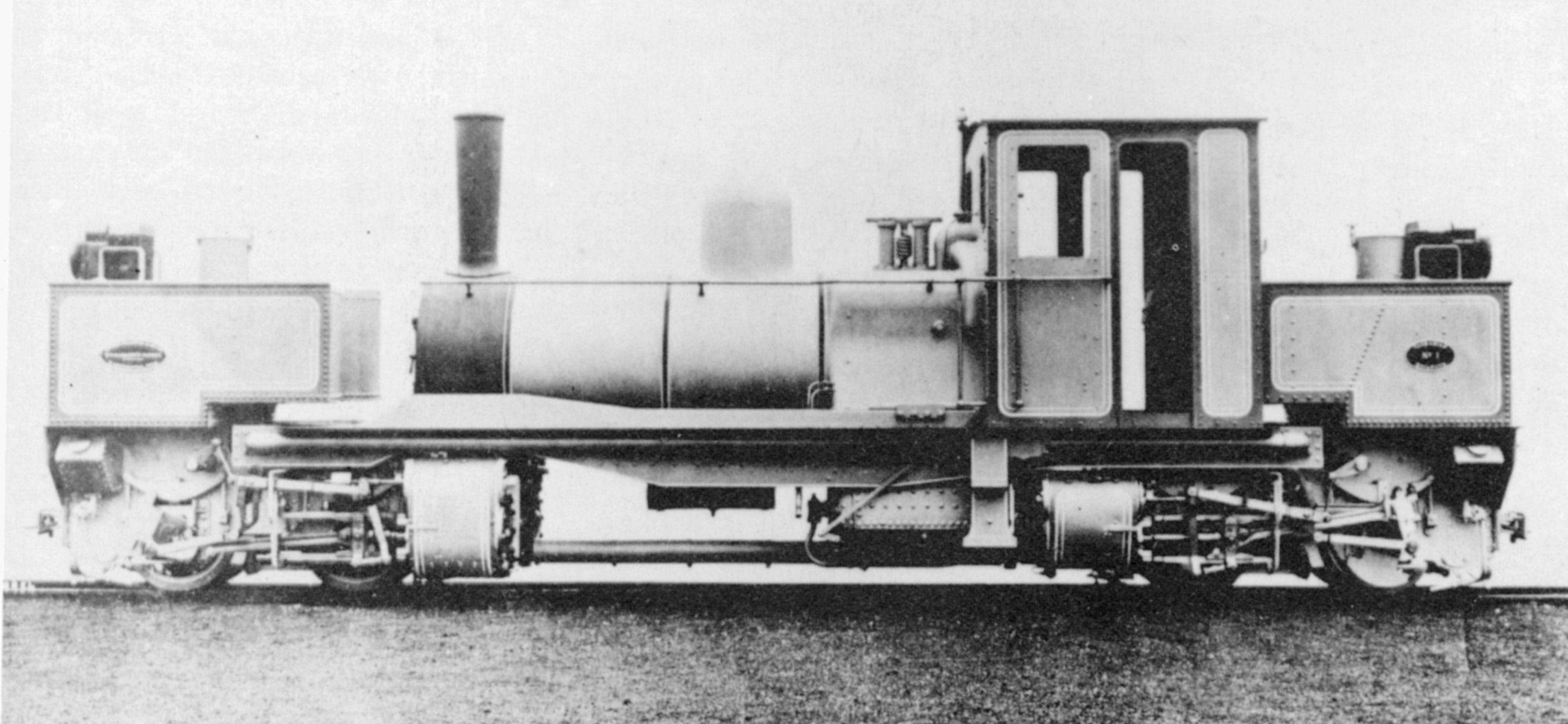
Uma foto da já citada "Classe K1".

Em 1907 a fabricante enviou para a New South Wales uma proposta de uma locomotiva 0-4-0+0-4-0 de bitola 2 pés(0,61m), que não deu certo. Em 1908, uma proposta foi enviada em resposta para uma solicitação do governo da Tasmânia e a modificação da proposta para um modelo maior e mais pesado ao fabricante. No ano seguinte, foram produzidos dois modelos, classificados como Classe K1.
O terceiro Garratt (outro 0-4-0 + 0-4-0 , como os dois primeiros) foi construído em 1910 para a ferrovia Darjeeling Himalayan e recebeu a letra de classe "D". A saída de potência era destinada a ser o dobro das locomotivas 0-4-0 ST existentes da linha , mas apenas um aumento de 65% no carregamento foi alcançado
Em 1911, Beyer, Peacock & Co. construiu seis 2-6-0 + 0-6-2 Garratts para a Western Australian Government Railways . A classe M foi seguida pela classe Ms e pela classe Msa . Essas locomotivas formaram o padrão para a classe G de bitola estreita da Victorian Railways e para a Australian Portland Cement Garratts.
Beyer-Peacock construiu mais de mil locomotivas Garratt ou Beyer-Garratt.  As últimas construídas com um projeto Beyer-Peacock, em 1967–1968 , foram oito locomotivas da classe NG G16 da South African Railways com bitola de 2 pés ( 610 mm ) .

## Operação
As Garratt tornaram-se populares em ferrovias de bitolas estreitas em todo o mundo, e destacaram-se por fazer mais sucesso que as locomotivas Mallet, em função de serem totalmente articuladas (logo, adequavam-se melhor em curvas) e possuírem melhor distribuição de peso, autonomia e eficiência em relação a essas máquinas articuladas de caldeira longa, que apresentavam praticamente as mesmas restrições das vaporosas comuns. Como todo modelo de locomotiva articulada, foram amplamente utilizadas em ferrovias de bitolas estreitas, nas quais as restrições de curvas são mais comuns, embora tenham sido também usadas em ferrovias de bitola larga e grande gabarito, já que são locomotivas imponentes e grandes, capazes de puxar composições grandes e pesadas. Também eram práticas nas operações, apesar do tamanho, visto que operam muito bem em ambos os sentidos, sem precisar ser invertidas em um virador, o que era um grande avanço em relação às locomotivas a vapor da época.
A única grande desvantagem das Garratt é a redução da aderência decorrente da redução do peso da locomotiva à medida que o combustível e água são consumidos durante o uso, que torna-se mais acentuado visto que os tanques que ficam diretamente em cima dos truques, e não a caldeira.

### Brasil
Abaixo se encontra uma tabela que apresenta todas as locomotivas Garratt's que já existiram no Brasil.
| Ferrovia                          | Bitola (mm) | Fabricante          | Ano de entrega | Série de fabricação  | Númeração | Total | Rodagem     | Imagem | Data de Baixa               | Notas |
| --------------------------------- | ----------- | ------------------- | -------------- | -------------------- | --------- | ----- | ----------- | ------ | --------------------------- | --- |
| Great Western of Brazil           | 1000        | Armstrong Whitworth | 1929           | 1024-1025            | 601 - 602 | 02    | 2-6-2+2-6-2 |        |                             | |
| Great Western of Brazil           | 1000        | Henschel & Sohn     | 1952           | 6966-6969/ 7136-7137 | 610 - 615 | 06    | 4-8-2+2-8-4 |        |                             | |
| Cia Mogiana de E. F.              | 1000        | Beyer Peacock       | 1912           | 5529 - 5530          | 156 - 157 | 02    | 4-6-0+0-6-4 |        | C. 1960                     | N'uma tabela de 1921 tais locomotivas foram erroneamente classificadas como 4-6+6-4. Erros como este não eram raros nas ferrovias brasileiras, havendo confusão acerca de como classificar locomotivas Mallet e Garratt. |
| Cia Mogiana de E. F.              | 1000        | Beyer Peacock       | 1914           | 5787 - 5789          | 189 - 191 | 03    | 4-6-0+0-6-4 |        | C. 1960                     | N'uma tabela de 1921 tais locomotivas foram erroneamente classificadas como 4-6+6-4. Erros como este não eram raros nas ferrovias brasileiras, havendo confusão acerca de como classificar locomotivas Mallet e Garratt. |
| E. F. Leopoldina                  | 1000        | Beyer Peacock       | 1943           | 6976 - 6979          | 400 - 403 | 04    | 2-4-2+2-4-2 |        |                             | |
| E. F. Leopoldina                  | 1000        | Beyer Peacock       | 1929-1943      | n / d                | 380 - 395 | 16    | 4-6-2+2-6-4 |        | Baixadas entre 1960 e 1970. | |
| E. F. Bragantina                  | 1000        | Beyer Peacock       | 1913 e 1936    | 5664 e 6795          | 8 e 12    | 02    | 2-6-0+0-6-2 |        |                             | |
| São Paulo Railway                 | 1600        | Beyer Peacock       | 1915           | 5892 - 5894          | 155 - 157 | 03    | 2-4-0+0-4-2 |        |                             | |
| São Paulo Railway                 | 1600        | Beyer Peacock       | 1927           | 6367-6372            | 160 - 165 | 06    | 4-6-2+2-6-4 |        | 1950                        | |
| V. F. Rio Grande do Sul           | 1000        | Henschel & Sohn     | 1931           | 22047-22056          | 901 - 910 | 10    | 4-6-2+2-6-4 |        |                             | |
| Société des Sucrerie Bresiliennes | 1000        | S. A. Saint-Leonard | n / a          | .n / a               | 5 - ?     | 2     | 0-4-0+0-4-0 |        | C. 1972                     | Nº 5 empregada na Sucrerie de Porto Feliz, a unidade de numero original desconhecida foi destacada na Sucrerie de Piracicaba.                                                                                            |

#### GWB
A Great Western of Brazil utilizou Garratt's rodagem 2-6-2+2-6-2 entre 1929, ano de seu recebimento, até cerca de 1967, eram numeradas como 238 e 239 e posteriormente na RFN como 601 e 602. Foram as únicas Garratt's inglesas do Brasil a não serem produzidas pela Beyer Peacock, mas sim pela Armstrong Whitworth.

##### RFN
A Rede Ferroviária do Nordeste, sucessora da GWB foi dotadas das maiores Garratt's uma vez operadas no Brasil, foram construídas em 1952 pela Henschel & Sohn (sob contrato da Beyer Peacock) como parte de seu plano de modernização o que incluía também o recebimento de novos carros de aço para passageiros construídos pela indústria nacional. E receberam também a numeração da série 600 (610 a 615) e representaram as últimas locomotivas articuladas a serem fabricadas para o Brasil.  Atualmente uma única Garratt se encontra preservada no Brasil, justamente a 612 da mencionada série e compõe o acervo do Museu do Trem do Recife, desde a década de 1970.

#### Cia. Mogiana
A CMEF foi a primeira ferrovia brasileira (e também a primeira Sul-Americana) a operar Garratt's, tipo 4-6-0+0-6-4 recebidas em dois lotes, o primeiro em 1912 e o segundo em 1914, ambos produzidos pela Beyer Peacock inglesa, foram utilizadas nos expressos rápidos da Mogiana, foram originalmente numeradas entre 156 a 157 e 189 a 191, devido ao fato de serem de dois lotes diferentes, posteriormente foram renumeradas para 700 a 704 em 1915 e 900 a 904 a cerca de 1939, foram baixadas aproximadamente em 1960. As unidades 156 e 157, ambas do primeiro lote foram equipadas com super aquecedores pela Mogiana em suas oficinas de Campinas. Supostamente a locomotiva 900 sofrera um trágico acidente em 1949 próxima a Poços de Caldas-MG, tendo seu numero trocado com a locomotiva 901.

#### Estrada de Ferro Leopoldina (Leopoldina Railway)
A EFL utilizou-se de dois modelos diferentes de Garratt's 2-4-2+2-4-2 e 4-6-2+2-6-4 chamadas respectivamente de "Garrinhas" ou "Pequenas" e "Grandes".
As 2-4-2+2-4-2 foram recebidas em um lote único em 1943 sendo numeradas como 400 a 403 que foram baixadas no final dos anos 60.
As 4-6-2+2-6-4 por sua vez foram recebidas em 3 lotes o primeiro em 1929 o segundo em 1937 e o terceiro e ultimo em 1943 (mesmo ano do recebimento das 2-4-2+2-4-2) sendo numeradas entre 380 a 395, totalizando 16 unidades, a maior frota de Garratt's do Brasil, resultado de um ótimo desempenho tanto com trens de carga e passageiros, os lotes não apresentavam grandes diferenças entre si embora com a criação da Rede Ferroviária Federal S/A em 1957 o processo de conversão do freio para ar comprimido, o que resultou na adoção do mesmo nas locomotivas 383, 386, 392 e 393 já em Janeiro de de 1959. Por fim sendo baixadas entre os anos 60 e 70.

#### São Paulo Railway
A SPR utilizou-se também de dois modelos diferentes, 2-4-0+0-4-2 recebidos em 1915 numeradas originalmente como 110 a 112 e depois 155 a 157 quando também eram denominadas como "Classe Q" fato que se manteve até o ano de sua baixa que se deu em 1951.  E 4-6-2+2-6-4 anteriormente 2-6-2+2-6-2;
Recebidas em 1927 e convertidas em 1932 em virtude da alegada falta de estabilidade que tinham ao correrem a velocidades maiores que 70 km/h (com kits recebidos da Beyer Garratt).
Foram numeradas como 160 a 165 e baixadas em 1950 com o recebimento das English Electric C-C ("Pimentinha"), tais locomotivas se mostraram como algumas das melhores Garratts operadas no Brasil.

##### Bragantina
A Bragantina operou uma pequena Garratt construída a partir de partes de antigas 0-4-0T da bitola larga, recebeu o numero 9 na SPR e foi baixada a cerca 1946.

#### Locomotiva Garrat Saint Leonard da Usina de Açúcar de Piracicaba
A Usina de Açúcar de Piracicaba possuiu 2 locomotivas Garratt's de pequeno porte, rodagem 0-4-0+0-4-0, tendo a numero 2091 fabricada em  1927 e a 2108 em 1928.
Foram baixadas em cerca de 1972. Tendo sido as menores Garratt's do Brasil e as únicas a regularmente utilizaram chaminés do tipo "Balão".
Estas duas locomotivas de cerca de 9 metros de comprimento pesavam 26,5 toneladas, permitindo um peso por eixo máximo de apenas 7 toneladas e um esforço de tração de 4.800 kg.
Informações sobre o estado atual permanecem um incógnito.

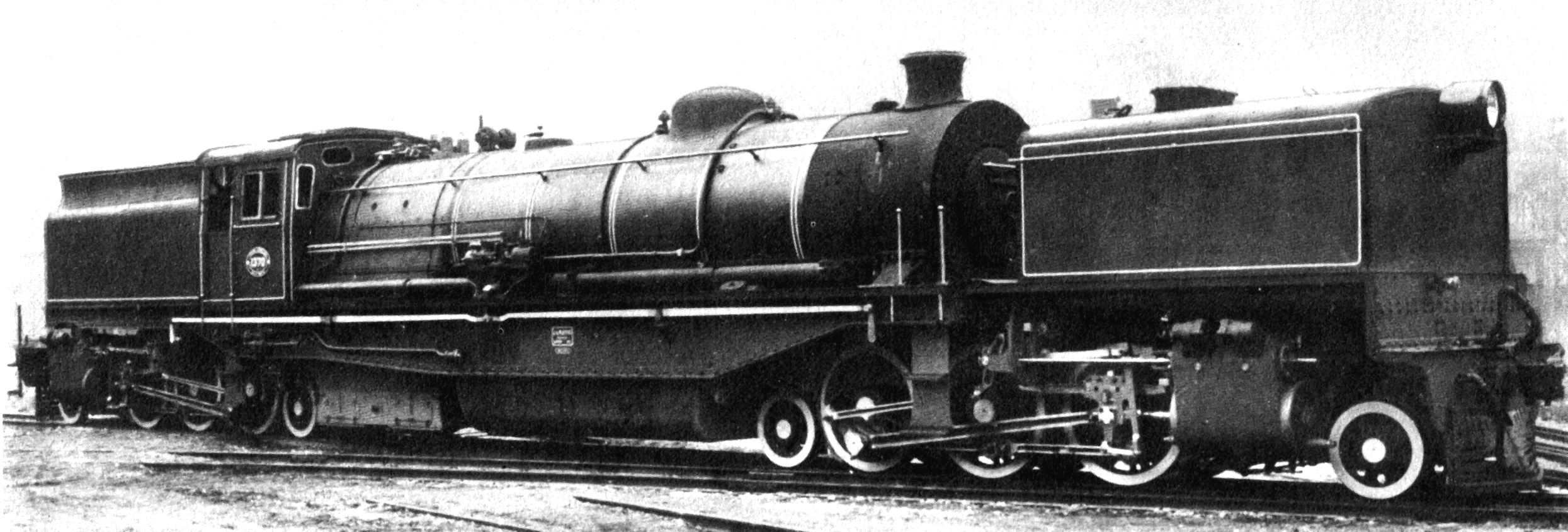
Exemplo de Garratt de grande porte da Ferrovia da União Sul-Africana.

### África do Sul (Ex. União Sul-Africana)
As Garratts foram muito populares na África do Sul. [carece de fontes?]
Onde houve locomotivas de grande porte, como a observada ao lado.